# Phorbas kovdaicum
Phorbas kovdaicum är en svampdjursart som först beskrevs av Rezvoj 1925.  Phorbas kovdaicum ingår i släktet Phorbas och familjen Hymedesmiidae. Inga underarter finns listade i Catalogue of Life.